# 夏八木勲
夏八木 勲 （なつやぎ いさお、1939年12月25日 - 2013年5月11日）は、日本の俳優・声優・歌手。本名同じ。1978年から1984年の間は、夏木 勲（なつき いさお）名義で活動した。愛称はなっちゃん・パパ。
1966年にデビューし、鍛え上げた身体で野性味あふれる男らしい演技や、晩年は円熟味と重厚さが加わり、生涯300本以上の映画・テレビ映画・ドラマに出演した。特技は乗馬・合気道・空手。身長176cm。

## 生涯
東京府東京市足立区千住出身。実家は酒屋を経営。学生時代はスポーツに打ち込み、柔道と空手で身体を鍛え上げる。東京都立墨田工業高等学校卒業後、1年間の浪人生活後、慶應義塾大学文学部仏文科に進学する。
これと言った目標を持たず暇を持て余していたところ、様子を見かねた知人から文学座のオーディションを勧められる。大学在学中の1960年に文学座研究所へ入所。しかしアルバイトばかりして演技の授業を時々サボっていたせいで、1年後正座員のメンバー選考から外れた。改めて真剣に役者を目指そうと決意し、1963年に劇団俳優座の養成所へ入所し直す。同期には俳優座花の15期生と呼ばれるメンバーがいた。養成所に入ることを家族に反対されたため、家を飛び出し、サンドイッチマン、バーテン、運転手などの仕事を転々とする。
1966年に3年の研修を経て卒業した。卒業公演を見に来ていた東映から「年間5本で映画をやらないか」と誘われ、東映と契約し、京都市に拠点を移した。デビューは『骨までしゃぶる』で、加藤泰から体を張って娼婦を助ける大工の端役を貰った。同年、『牙狼之介』の主演に抜擢されると、五社英雄に「狼之介になり切るまで、寝ても日本刀を離すな」と厳命され、食事中も腰に刀を差し、柄(つか)に手をかけてマスメディアの取材に応じている。野生的な賞金稼ぎを主人公にした同シリーズは西部劇タッチのアクション時代劇で、刃引きはしてあるものの、重量は真剣と同じ鉄身で殺陣を披露している。縛られたまま馬に引っ張られ、樹木から吊るされるなど、荒っぽいアクションが続く過酷な撮影だったが、歯を食いしばって耐え抜いた。第二作『牙狼之介 地獄斬り』でも主演を果たし、「五社監督は僕の育ての親」と述べている。
1967年、『十一人の侍』『忍びの卍』と主演したが、『あゝ同期の桜』で千葉真一、プライベートでは妻と出会う。これ以降、親交を深めていく千葉とは特に共演が多く、後年には千葉が主宰するジャパンアクションクラブ (JAC) の稽古にも参加していた（⇒ #人物）。
一方、15期生の仲間は小さな劇団を立ち上げ、活動しているのを耳にしても観劇できず、映画は封切りが1か月遅いため、京都の生活にジレンマを抱いていた。加藤泰から「『懲役十八年』に出ないか？」と誘われたものの、フラストレーションが溜まり始めていた矢先だったために断り、1968年に東映を退社。晩年に「新人といっても27歳のぼくを東映は売り出してくれ、加藤監督は直接オファーくれたのに…。本当に無礼だった」と悔恨の情を吐露している。東京へ戻り、15期生の小野武彦・高橋長英・地井武男・前田吟・村井國夫・竜崎勝と共に俳優事務所「どりいみい7」を結成し、浪曼劇場にも参加。アクション映画・刑事ドラマ・時代劇・やくざ映画や『鳩子の海』に出演するなど、様々なジャンルで幅広い役柄をこなしていった。
1977年の『人間の証明』で角川映画に初出演。同作のアメリカロケで角川春樹と親しくなり、その後は1978年の『野性の証明』と主演映画『白昼の死角』、吹き替えなしで城の天守閣からヘリコプターで脱出するシーンを演じて周囲を驚かせた1979年の『戦国自衛隊』や、『復活の日』等、角川映画の常連俳優として数多くの同社作品に出演した。キャンプ座間で運転手のアルバイトをした経験から、『白昼の死角』と『復活の日』では堪能な英語で外国人俳優との共演シーンをこなしている。1979年の第2回日本アカデミー賞、翌年の第3回日本アカデミー賞では優秀助演男優賞にノミネート。1978年に出演した『遠くへ行きたい』では、ランニングしてトレーニングしながら初めて訪れた街を知り、スクーバダイビングを楽しむライフスタイルが紹介されている。
2012年の秋から膵癌を患い、闘病生活を送りながらも家族や親友の千葉真一などを除き、周囲には病気のことを隠して活動を続けた。化学療法を始め、家族は看病をし、千葉も幾度となく見舞いに訪れ、病院の紹介や差し入れをしていた（⇒ #人物）。
2013年に『希望の国』で複数の賞を受賞したが、5月11日15時22分に神奈川県鎌倉市の自宅で家族が見守る中、死去した。73歳没。新作の撮影を控えていた矢先だった。千葉真一を筆頭に、『希望の国』の監督・園子温、俳優座で同期の赤座美代子・前田吟、ファンだった片平なぎさ、『そして父になる』で共演した福山雅治、親しくしていた堀田眞三、同世代の松方弘樹、それぞれ弔意を表明。通夜・葬儀・告別式は近親者や千葉など限られた関係者のみで執り行われた。未公開作品が5本残っており、生涯現役を貫いた。

## 人物
俳優の基本は「健康な身体を保ち続ける」というポリシーを持ち、自らの鍛錬に熱心だった。『水戸黄門 第5部』第25話「黄門爆殺計画・長崎」（1974年）や『戦国自衛隊』で鍛え上げた身体を披露しているが、その肉体美は世界的アクションスターの千葉真一にも引けをとらないと評されている。千葉とはお互いに「演技に必要なのは健全な肉体である」という考えで意気投合したことから親友となり、千葉が主宰するジャパンアクションクラブ (JAC) の稽古にも通っていた。千葉との擬斗では『子連れ殺人拳』や『影の軍団 幕末編』などで、壮絶な一騎討ちを演じている。
| 「 | 静かで無口で新鮮で好きなタイプの俳優だった。いろんなことを教わったが、僕が“世界の千葉”と呼ばれるようになったのは、なっちゃんのおかげともいえる。人生に親友は3人いると言うけど、僕の場合は高倉健さんとなっちゃんかな。人を傷つけない、思いやりのある理想的で素晴らしい人だった。 | 」 |

| 「 | 「監督からどんな要求をされても、それに応え、肉体で表現するのが役者だ」という価値観が一緒だった。御殿場市で行われた1年にも及ぶ『戦国自衛隊』のロケでは、出演者が皆バスで10km離れた宿へ戻ったが、我々二人だけはロケ現場から毎日走って帰った。彼は足腰が強く、過酷なロケも平気だった。JACにも出稽古にきて、一緒に汗を流しました。僕のやってるトレーニングをいちいち「これはどうやるんだ？」と聞いてきて、懸命に鍛えていましたよ。 | 」 |

と千葉は振り返り、夏八木は、
| 「 | 新人で京都にきたばかりで挨拶の仕方も知らなく、そんな僕を千葉ちゃんがいろいろと面倒みてくれた。「何も知らない奴だから、あまりいじめないでくれよ」と周囲に言ってくれたんです。お陰で見知らぬ京都でかなり過ごしやすくなったので、本当に感謝しています。千葉ちゃんのそういう性格はもちろんだけど、あそこまで自分の肉体を意のままに操れるよう鍛えていたことに、僕はビックリしてね。千葉ちゃんから「JACでアクションの練習をしているから、なっちゃんも暇があったら来てみない？」って誘われたので、時間がある時は練習場に行って、紛れて一緒に鍛えたりしていました。 | 」 |

と回想している。千葉と夏八木を知る関係者も、
| 「 | 夏八木さんの口からは、千葉さんを絶賛する言葉しか聞いたことがない。千葉さんも夏八木さんを『僕の人生の中で最高の俳優』と認めていて、事あるごとに仕事に誘っていた。互いによき理解者で、尊敬し合えるかけがえのない友だった。 | 」 |

と二人の友情を証言している。夏八木から癌を告白された千葉は、関西の名医に夏八木を連れて行く、身体に良い水を差し入れし、頻繁に自宅を訪ねて励ましていたが、すごく苦しそうだったという。
デビュー時は金欠だったので、東映京都撮影所の経理部に給与の前借りを頼むが、もじゃもじゃの頭髪・髭により、山猿を彷彿させる風貌だったので、応対した職員を驚かせてしまう。身分証明書の提示を求められたものの、「将来の大物」と期待する岡田茂 (東映) の決済で受け取ることができた。角川春樹は「私が仮出所して内輪のパーティを開いたときに、受付に座って殺到するマスコミの防波堤になってくれた」と、その気遣いと侠気ぶりに深く感謝している。
京都府在住時に出会った妻は日英ハーフで、夏八木が29歳の時に結婚し、2人の娘をもうける。家庭で全く仕事の話をしないので、家族は作品になって初めて知った。長く居住していた鎌倉市を深く愛し、深緑色の洋風住宅を構えていた。2003年にバス路線整備の話が持ち上がった際には、閑静な住宅街の雰囲気を守るため、住民を集めて反対を訴えている。2012年にはご当地ナンバーの推進運動に参加し、癌を発病した後も続けていた。『希望の国』の撮影地である埼玉県深谷市まで鎌倉から2時間以上かけて電車通勤するなど、仕事も私生活も信念を曲げなかった。
山田洋次は役者としての才能を評価し、『男はつらいよシリーズ』に寅さんのライバル役で出演を打診したが、叶わなかった。

## 受賞
- 第2回日本アカデミー賞 - 優秀助演男優賞 『冬の華』『野性の証明』（1979年）
- 第3回日本アカデミー賞 - 優秀助演男優賞 『黄金の犬』『闇の狩人』『戦国自衛隊』（1980年）
- 第67回毎日映画コンクール - 男優主演賞 『希望の国』（2012年）[39][40]
- 第63回芸術選奨文部科学大臣賞 - 『希望の国』（2013年）
- 高崎映画祭 - 最優秀主演男優賞 『希望の国』（2013年）
- 第22回日本映画批評家大賞 - ゴールデン・グローリー賞〔日本映画の発展に貢献した俳優〕（2013年）[41]
- 第37回日本アカデミー賞 - 会長特別賞（2014年）

## 出演
※は夏木 勲名義

### 映画
- 骨までしゃぶる（1966年）- 河村甚吾郎 ☆デビュー作
- 牙狼之介シリーズ - 主演・牙狼之介
  - 牙狼之介（1966年）
  - 牙狼之介 地獄斬り（1967年）
- あゝ同期の桜（1967年）- 南條少尉
- 十一人の侍（1967年）- 主演・仙石隼人
- 忍びの卍（1968年）- 主演・椎ノ集刀馬
- 新 いれずみ無残 鉄火の仁義（1968年）- 佃健次
- わが闘争（1968年）- 堤仙一
- 兵隊やくざ 強奪（1968年）- 松川大尉
- 御用金（1969年）- 高力九内
- 土忍記 風の天狗（1970年）- 卯月喬之助
- 内海の輪（1971年）- 長谷記者
- 恋人って呼ばせて（1971年）- 森野敦男
- やくざ刑事 俺たちに墓はない（1971年）- 尾形
- 出所祝い（1971年）- 榊哲之助
- 軍旗はためく下に（1972年）- 堺上等兵
- 女囚701号 さそり（1972年）- 杉見次雄
- 無宿人御子神の丈吉 黄昏に閃光が飛んだ（1973年）- 風車の小文治
- 現代任侠史（1973年）- 船岡健二
- 日本沈没（1973年）- 結城[42]
- 仁義なき戦い 頂上作戦（1974年）- 杉本博
- 必殺仕掛人 春雪仕掛針（1974年）- 勝四郎
- 暴力街（1974年）- 浜男喜
- ムツゴロウの結婚記（1974年）- 養豚家
- ルバング島の奇跡 陸軍中野学校（1974年）- 日高昭光
- 超能力だよ全員集合!!（1974年）- 清
- 宵待草（1974年）- 平田玄二
- 神戸国際ギャング（1975年）- 中尾豊
- トラック野郎・爆走一番星（1975年）- 片岡光二
- 子連れ殺人拳（1976年）- 水木錬作
- 広島仁義 人質奪回作戦（1976年）- 竹森勇三
- アラスカ物語（1977年）- タッチャンガ
- ピラニア軍団 ダボシャツの天（1977年）- 後白川錦三
- 人間の証明（1977年）- 新見隆
- 八つ墓村（1977年）- 尼子義孝
- 柳生一族の陰謀（1978年）- 別木庄左衛門
- 夜が崩れた（1978年）- 矢吹刑事
- 冬の華（1978年）- 立花道夫
- 雲霧仁左衛門（1978年）- 洲走の熊五郎
- 野性の証明（1978年）- 北野隆正 ※
- 悪魔が来りて笛を吹く（1979年）- 等々力警部 ※
- 白昼の死角（1979年）- 主演・鶴岡七郎 ※
- 黄金の犬（1979年）- 永山勇吉 ※
- 闇の狩人（1979年）- 写楽の松 ※
- 金田一耕助の冒険（1979年）- 隅田光一 ※
- 戦国自衛隊（1979年）- 長尾景虎 ※
- 復活の日（1980年）- 中西博士 ※
- 忍者武芸帖 百地三太夫（1980年）- 服部半蔵 ※
- 化石の荒野（1982年）- 中臣克明 ※
- 鬼龍院花子の生涯（1982年）- 兼松 ※
- 丑三つの村（1983年）- 赤木 ※
- 逃がれの街（1983年）- 黒木刑事 ※
- 白蛇抄（1983年）- 村井刑事 ※
- ボクのおやじとぼく（1983年）※
- 彩り河（1984年） - 高柳秀夫 ※
- 北の螢（1984年）- 各務靭良 ※
- 上海バンスキング（1984年）- 白井中尉 ※
- 聖女伝説（1985年）- 森山
- 危険な女たち（1985年）- 堂園警部
- キャバレー（1986年）- スターダストのマスター
- 離婚しない女（1986年）- 山川正作
- ボクの女に手を出すな（1986年）- 津山道夫
- 首都消失（1987年）- 佐久間英司
- ウェルター（1987年）- 矢島正弘
- 徳川の女帝 大奥（1989年）- 中野清茂
- リメインズ 美しき勇者たち（1990年）- 浅吉 ☆友情出演
- 天と地と（1990年）- 山本勘介
- 激動の1750日（1990年）- 三代目神岡組組長代行・川勝組組長→八矢会会長 川井勝司
- 陽炎（1991年）- 清野忠雄
- 新極道の妻たち（1991年）- 神原組幹部 角谷孝仁
- リトル・シンドバッド 小さな冒険者たち（1991年）- 佐々木
- 修羅の伝説（1992年）- 芝山俊司
- 首領を殺った男（1994年）- 大木戸克彦
- 難波金融伝 ミナミの帝王 劇場版PARTV（1995年）
- 走らなあかん 夜明けまで（1996年）- 堀河幸三郎
- なにわ忠臣蔵（1997年）- 脇田組組長 脇田
- 絆 -きずな-（1998年）- 佐々木邦弘
- 釣りバカ日誌10（1998年）- 岩下耕作
- 虹の岬（1999年）- 森三之介
- GTO（1999年）- 桂木圭介
- 新・男樹（2000年）- 崇和連合総裁 村田京介
- 京極夏彦 「怪」「七人みさき」（2000年）- 御燈の小右衛門
- ムルデカ17805（2001年）- 武藤軍務局長
- ホタル（2001年）- 竹本
- 修羅のみち1 関東vs関西 全面戦争勃発（2001年）- 関東共住会本部長・大神組初代組長 大神菊造
- 赤い橋の下のぬるい水（2001年）- 魚見正之
- 0＆1（2001年）- 新田英明
- コンセント（2002年）- 義徳
- 修羅の群れ（2002年）- 堀井一家代貸 横山新二郎
- 陽はまた昇る（2002年）- 武田壮吉
- 宣戦布告（2002年）- 瀬川守良
- T.R.Y.（2003年）- 汪沢田
- 人斬り銀次（2003年）- 曾根崎銀次（現代）
- 月の砂漠（2003年）- ツヨシの父
- アイノカラダ（2003年）- オーナー
- アマレット（2004年）- 鐙雄一郎
- またの日の知華（2005年）- 瀬川
- ヒナゴン（2005年）- ホラ健
- カーテンコール（2005年）- 橋本達也
- シムソンズ（2006年）- 石神保
- ブレス・レス（2006年）- 長峰
- 不撓不屈（2006年）- 各務
- ヘレンケラーを知っていますか（2007年）- 西村達郎
- 眉山-びざん-（2007年）- 篠崎孝次郎
- 新・あつい壁（2007年）
- 心の絆 〜この海から、ふたたび〜（2007年） - 柴崎悟郎
- TEAM NACS FILMS N43°『神居のじいちゃん』（2008年）- 高野勝次
- 劔岳 点の記（2009年）- 立山修験道の行者
- 火天の城（2009年）- 戸波清兵衛
- ロストクライム -閃光-（2010年）- 緒方耕三
- パートナーズ（2010年）- 盲導犬訓練学校の教官
- アンダルシア 女神の報復（2011年）- 村上清十郎
- こちら葛飾区亀有公園前派出所 THE MOVIE 〜勝どき橋を封鎖せよ!〜（2011年）- 城山警察庁長官
- マイウェイ 12,000キロの真実（2011年）- 辰雄の祖父
- 希望の国（2012年）- 主演・小野泰彦
- のぼうの城（2012年）- 和尚
- 終戦のエンペラー（2012年、アメリカ）- 関屋貞三郎
- 脳男（2013年）- 入陶倫行
- ひまわりと子犬の7日間（2013年）- 長友孝雄
- サンゴレンジャー（2013年）- 与儀
- そして父になる（2013年）- 野々宮良輔
- 永遠の0（2013年）- 大石賢一郎
- Present For You（2013年）- 社長
- ソ満国境 15歳の夏（2015年）- 原田浩史 ☆映画遺作

### テレビ映画
- 戦国無宿（1967年、YTV）- 本堂七郎太
- 眠狂四郎 第16話「流れ者」（1967年、CX）
- 七人の刑事 第294話「死刑囚」（1967年、TBS）
- 日本剣客伝 第2話「小野次郎左衛門」（1968年、NET）- 小野次郎左衛門
- 風 第21話「狙われた雛人形」（1968年、TBS）- 長尾重四郎
- 特命捜査室 第11話「一匹狼」（1969年、CX / 東映）
- あゝ忠臣蔵（1969年、KTV / 東映）- 赤埴源蔵
- 新・日本任侠伝 第2話「伊那の勘太郎」（1969年、NET）
- 五人の野武士 第25話「礫打ち」（1969年、NTV）- 千疋藤九郎
- プレイガール (12ch) 
  - 第36話「女の肌は二度燃える」（1969年）- グレイ内藤
  - 第170話「女は妖しく勝負する」（1972年）- 神岡
- 目の上のタンコブ（1970年、ABC）
- 新三匹の侍 第8話「御金蔵破り」（1970年、CX / 松竹）- 三宅惣十郎
- 銭形平次 (CX)
  - 第213話「流人島異聞」（1970年）- かまいたちの佐八
  - 第377話「歪んだ花芯」（1973年）- 宇之吉
- 素浪人 花山大吉 第87話「命がけで黙っていた」（1970年、NET）- 瀬川又三郎
- 大江戸捜査網（12ch）
  - 第7話「オランダ銃が謎を討つ」（1970年）- 政吉
  - 第86話「いのち捧げます」（1972年）- 大槻良順
  - 第230話 「対決! 男の意地」（1976年）- 立木市兵衛
- キイハンター（TBS / 東映）
  - 第144話「荒原牧場 必殺の決闘」（1971年）- ジョー
  - 第150話「殺人スコッチ二日酔い作戦」（1971年）- 不破
  - 第179話「さすらいの一匹狼 荒野の挑戦」（1971年）- 結城譲二
  - 第248話「殺し屋ども、何人でも来い!」（1972年）- 竜岡
- 大岡越前 (TBS / C.A.L.)
  - 第1部 第11話「呑舟先生はどこだ」（1970年）- むじなの京太郎
  - 第2部 第3話「復讐・唐人剣」（1971年）- 宗錫烈
  - 第3部 第16話「殺しの長脇差」（1972年）- 船戸の銀次
- 水戸黄門 (TBS / C.A.L.)
  - 第3部 第18話「人情・刀鍛冶 -岡山-」（1972年）- 左門
  - 第4部 第22話「激流に実る恋・北上川」（1973年）- 吉村兵庫
  - 第5部（1974年）- 玉ノ浦朝勇
    - 第25話「黄門爆殺計画・長崎」
    - 第26話「福江城の対決・五島」

  - 第6部 第32話「素晴らしきかな人生・水戸」（1975年）- 幡谷勘十郎
  - 第24部 第16話「瞼の父は悪の手先・島原」（1996年）- 檜垣一角
- おらんだ左近事件帖 第21話「雛人形は知っていた」（1972年、CX）- 左原源之助
- 荒野の素浪人シリーズ (NET)
  - 第1シリーズ 第14話「奇襲 女地獄牢」（1972年）- 根来勘助
  - 第2シリーズ 第15話「弧影燃ゆ」（1974年）- 坂崎辰之助
- 地獄の辰 捕物控 第3話「刺青者は闇に消えた」（1972年、NET）- 狼の伝八
- 二人の素浪人 第13話「荒谷に風が待伏せた」（1972年、CX）- 佐平太
- 遠山の金さん捕物帳 第125話「緋桜を狙う男」（1972年、NET）- 源次
- 新書太閤記（1973年、NET）- 山中鹿之助
- 旅人 異三郎 第9話「二つの心が木曽路に誓った」（1973年、12ch）- 弥太郎
- アイフル大作戦 第11話「電話で死体が転がりこんできた」（1973年、TBS）- 早坂
- 銭形平次 第377話「歪んだ花芯」（1973年、CX）- 宇之吉
- 若さま侍捕物手帖 第17話「生きていた男」（1973年、KTV）- 河内左近
- 必殺仕置人 第20話「狙う女を暗が裂く」（1973年、ABC / 松竹）- 寅吉
- 子連れ狼 (萬屋錦之介版)（NTV / ユニオン映画）
  - 第1部 第23話「可の字無残」（1973年）- 可の字
  - 第2部 第1話「喰代柳生」（1974年）- 出淵庄兵衛
- 無宿侍 第3話「群狼の詩」（1973年、CX）
- 江戸を斬る 梓右近隠密帳 (TBS / C.A.L.)
  - 第9話「決闘鍵屋の辻」（1973年）- 荒木又右衛門
  - 第22話「闇のなかの狼」（1974年）- 進藤伝八郎
- 伝七捕物帳 第16話「炎の中の兄妹」（1974年、NTV）- 為吉
- ザ★ゴリラ7（1975年、NET / 東映）- 冬木猛、愛称：パパ
- 燃える捜査網（1975年、NET / 東映）- 城刑事
- 隠し目付参上 第1話「天にのぼったか地にもぐったか」（1976年、MBS）
- Gメン'75 第93話「29の死神の手紙」（1977年、TBS）- 柳英明刑事
- 新・座頭市 第1シリーズ 第24話「大利根の春はゆく」（1977年、CX）
- 華麗なる刑事 第18話「香港から来た刑事」（1977年、CX）
- 新選組始末記（1977年、TBS）- 永倉新八
- 新・座頭市 第2シリーズ 第12話「雨あがり」（1978年、CX）※
- 江戸の用心棒（1981年、フジテレビ）- 細谷源太夫
- 火曜サスペンス劇場 (NTV)
  - 消えたタンカー（1981年）- 十津川省三
  - 土地狂乱殺人事件（1987年）- 田代弁護士
  - 女監察医・室生亜季子5 高価すぎた情事（1988年、東映）- 細川真一郎
  - あしながおじさん殺人事件（1989年、映像プロデュース）- 刑事
  - 女検事・霞夕子（1997年）
  - 小京都ミステリー25（1999年）- 相川光生
  - 警視庁鑑識班14（2002年）- 戸塚治平
  - 地方記者・立花陽介20（2003年）
  - 迂回路（2003年）- 樋口淳一郎
- 影の軍団シリーズ（KTV / 東映）
  - 影の軍団III 第4話「尾張に消えた赤い影法師」（1982年）- 山内勘兵衛 ※
  - 影の軍団 幕末編（1985年） - 小栗上野介
- 土曜ワイド劇場
  - 名探偵・金田一耕助 横溝正史の真珠郎（1983年、ANB）- 三四郎 ※
  - 西村京太郎トラベルミステリー30 寝台特急「北斗星」殺人事件（1996年、ANB）- 楠木康四郎
  - おかしな二人第1作「居眠り刑事とダメ出し検事の長崎思案橋殺人慕情」（2002年、ANB）- 辻原辰男
  - 京都殺人案内25（2002年、ABC）
  - 西村京太郎トラベルミステリー 超豪華寝台特急トワイライトエクスプレス殺人事件 （2006年、EX） - 三上刑事部長
  - 家政婦は見た! 美貌の女社長8000億の秘密!! 秋子に似た女の謎…（2007年、EX） - 原哲人
  - 越境捜査シリーズ (EX） - 韮沢克文
    - 越境捜査（2008年）
    - 越境捜査 警視庁VS神奈川県警、エリアの死角に消えた連続殺人犯!（2010年）

  - デパート仕掛け人!天王寺珠美の殺人推理4（2010年、EX） - 鈴木吾郎
  - ミステリー作家六波羅一輝の推理2（2012年、ABC） - 三方成美
- ザ・サスペンス 悪魔のような完全犯罪（1983年、TBS）- 偽の尾形信夫 ※
- 金田一耕助の傑作推理 獄門岩の首（1984年、TBS）- 鎌田玄蔵 ※
- 長七郎江戸日記 第1シリーズ (NTV)
  - スペシャル 柳生の陰謀（1983年）- 諸星一角 ※
  - 血闘 荒木又右衛門（1986年）- 荒木又右衛門
- 新春ワイド時代劇 (TX)
  - 若き血に燃ゆる〜福沢諭吉と明治の群像（1984年）- 大村益次郎、明石元二郎 ※
  - 炎の奉行 大岡越前守（1997年）- 紀伊国屋文左衛門
  - 家康が最も恐れた男 真田幸村（1998年）- 織田信長
  - 壬生義士伝〜新選組でいちばん強かった男〜（2002年）- 中島三郎助
- 流れ星佐吉（1984年、CX） - 喜八 ※
- 年末時代劇スペシャル (NTV)
  - 忠臣蔵（1985年）- 徳川綱吉
  - 白虎隊（1986年）- 近藤勇
  - 五稜郭（1988年）- 近藤勇
  - 奇兵隊（1989年）- 近藤勇
  - 風林火山（1992年）- 板垣信方
- TBS大型時代劇スペシャル (TBS)
  - 徳川家康（1988年）- 尾崎監物
  - 平清盛（1992年）- 源義朝
  - 大忠臣蔵（1994年）- 不破数右衛門
- 鬼平犯科帳（1989年、CX）- 井関録之助
  - 第2シリーズ 第4話「托鉢無宿」（1990年）
  - 第2シリーズ 第9話「本門寺暮雪」（1990年）
  - 第2シリーズ 第15話「霧の朝」（1991年）
  - 第3シリーズ 第9話「雨隠れの鶴吉」（1992年）
  - 第4シリーズ 第2話「うんぷてんぷ」（1992年）
  - 第7シリーズ 第10話「見張りの糸」（1997年）
- 時代劇スペシャル / 十七人の忍者（1990年、CX / 東映）
- あばれ八州御用旅 第1シリーズ 第1話「国定忠治を斬れ!」（1990年、TX）- 国定忠治
- 十三人の刺客（1990年、CX）- 鬼頭半兵衛
- 風流太平記 「密命」（1990年、NTV / ユニオン映画）- 花田徹之助
- 寛永風雲録（1991年、NTV）- 宮本武蔵
- 文五捕物絵図 男坂界隈（1991年、NTV / C.A.L）
- 八百八町夢日記 第2シリーズ SP みちのく忠臣蔵（1991年、NTV）- 土居近江守勝秋
- 忠臣蔵 風の巻・雲の巻（1991年、CX）- 多門伝八郎
- 新春5時間時代劇スペシャル「独眼竜の野望　伊達政宗」（1993年、ANB）- 片倉小十郎
- 運命峠（1993年、CX）- 加藤宗十郎
- 清水次郎長物語（1995年、CX）- 大前田英五郎
- 影武者・織田信長（1996年、ANB）- 明智光秀
- 御家人斬九郎 第2シリーズ 第8話「賞金桜」（1997年、CX）- 河内十郎
- 荒木又右衛門 伊賀の決闘（1997年、CX）- 河合甚左衛門
- 剣客商売 (CX)
  - 第2シリーズ 第3話「剣の誓約」（1999年）- 嶋岡礼蔵
  - 剣客商売スペシャル 母と娘と（2005年）- 村松太九蔵
- 隠密奉行朝比奈 第2シリーズ 第9話「長崎平戸 森に潜む魔神」（1999年、CX）- 跡部三十郎

### テレビドラマ
- 大河ドラマ (NHK)
  - 竜馬がゆく（1968年）- 長岡謙吉 / 清岡道之助（二役）
  - 花神（1977年）- 坂本龍馬
  - 花の乱（1994年）- 日野有光
  - 毛利元就（1997年）- 陶興房
  - 葵 徳川三代（2000年）- 島左近
  - 武蔵 MUSASHI（2003年）- 細川忠興
  - 龍馬伝（2010年）- 松平春嶽
- 東芝日曜劇場 第597回「川止め」（1968年、TBS）
- 進め!青春 第8話「悲しきカナリヤ」（1968年、NTV）
- 白雪劇場 吉田松陰（1969年、CX）- 久坂玄瑞
- 恋愛術入門 第16話「スパイス大作戦」（1971年2月7日、TBS / 国際放映）- 北山進
- 千葉周作 剣道まっしぐら 第19話「辻斬り子守唄」（1971年、TBS）- 山中十四郎
- お登勢（1971年、TBS）- 三田昂馬
- ひまわりの道（1971年、TBS）
- おれは男だ! 第38話「北風に向かって突っ走れ!」（1972年、NTV）
- 連続テレビ小説 (NHK)
  - 鳩子の海（1974年）- 天兵
  - すずらん（1999年）- 橘龍蔵
  - どんど晴れ（2007年）- 岸本
  - だんだん（2008年）- 一条隆康
- 銀河テレビ小説 夏の故郷（1976年、NHK）- 山影俊太郎
- 桃太郎侍 第20話「夫婦纏が紅蓮に舞った」（1977年、NTV）- 伊三郎
- 土曜ドラマSFシリーズ もしも・あの時（1977年、NHK）
- 愛の教育（1980年、TBS）- 成沢敬造 ※
- 壬生の恋歌（1983年、NHK）- 土方歳三 ※
- 木曜ゴールデンドラマ / 十八年目の同級生（1984年、YTV / 東阪企画）※
- 真田太平記（1985年、NHK） - 壺谷又五郎
- 原宿初恋探偵社（1987年、CX）
- 月曜・女のサスペンス「九州航路の謎 -川崎〜宮崎 豪華客船血塗られたデッキ-」（1988年、TX）- 牧村慎一
- 外科医有森冴子 第1話「離婚した夫にガン宣告! メスが切り裂く男女の絆 前妻と後妻の愛が揺れる」（1990年、NTV）
- 男と女のミステリー 第57回 事件（1992年、CX）
- 巌流島 小次郎と武蔵（1992年、NHK）- 細川忠興
- ザ・ラストUボート（1993年、NHK）- 軍令部次長
- サザンスコール（1994年、NHK）- 西合宗次郎
- 金田一少年の事件簿「オペラ座館殺人事件」（1995年、NTV）- 黒沢和馬
- 恋人よ（1995年、CX）- 結城宗市
- 北の米　〜誰よりも米を愛した男〜（1995年、テレビ岩手、中華人民共和国黒龍江省電視台）- 藤原長作
- 将太の寿司（1996年、CX）- 関口源治
- 英二ふたたび（1997年、CX）- 花田
- ボディーガード（1997年、ANB）- 山崎静男
- ドラマ新銀河 (NHK)
  - 庭師サッちゃん（1998年）- 源右衛門
- 織田信長 天下を取ったバカ（1998年、TBS）- 織田信秀
- 浅見光彦シリーズ6（1998年、CX）- 矢野隆一郎
- 眠れる森 A Sleeping Forest（1998年、CX）- 伊藤直巳
- 弁護士芸者のお座敷事件簿4（1999年、TBS）- 藤本信吉
- いちばん綺麗なとき（1999年、NHK）- 武田
- リップスティック（1999年、CX）- 小泉章吾
- シンデレラは眠らない（2000年、YTV）- 春田刑事
- 南町奉行事件帖 怒れ!求馬 大江戸を駈ける!（2000年、TBS）- 神谷虎之介
- 京極夏彦 「怪」第1話「七人みさき」（2000年1月3日、WOWOW）- 御燈の小右衛門
- 女と愛とミステリー (TX)
  - Wの悲劇（2001年）- 中里右京
  - 紫陽花は死の香り（2001年）- 佐伯雅弘
  - 豪華客船クルーズ殺人案内（2001年）- 小宮山
- 子連れ狼 (北大路欣也版)（2002年、ANB）- 柳生烈堂
- ざこ検事 潮貞志の事件簿（2002年、TBS）- 寺岡次席検事
- 金曜エンタテイメント 女マネージャー金子かおる 哀しみの事件簿1（2002年、CX）- 橋爪刑事
- 緋色の記憶〜美しき記憶の秘密〜（2003年、NHK）- 濱田直行
- ショコラ（2003年、MBS）- 小麦松吉
- 砂の器（2004年、TBS）- 田所重喜
- エースをねらえ!（2004年、EX）- 竜崎総一郎
- 東京湾景（2004年、CX）- 和田健介
- 忠臣蔵（2004年、EX）- 千坂兵部
- 警視庁三係・吉敷竹史シリーズ (TBS) - 中村吉造
  - 月曜ミステリー劇場 警視庁三係・吉敷竹史シリーズ（2004年）
  - 月曜ゴールデン 警視庁三係・吉敷竹史の殺人捜査シリーズ4 幽体離脱殺人事件（2008年）
- 柳生十兵衛七番勝負シリーズ (NHK) - 柳生但馬守宗矩
  - 柳生十兵衛七番勝負（2005年）
  - 柳生十兵衛七番勝負 島原の乱（2006年）
  - 柳生十兵衛七番勝負 最後の闘い（2007年）
- 富豪刑事シリーズ - 神戸喜久右衛門
  - 富豪刑事（2005年、EX）
  - 富豪刑事デラックス（2006年、EX / ABC）
- 古都（2005年、EX）- 佐田太吉郎
- 海猿（2005年、CX）- 勝田孝太郎
- 飛鳥へ、そしてまだ見ぬ子へ（2005年、CX）- 沢村修三
- 風林火山（2006年、EX）- 板垣信方
- ダンドリ。〜Dance☆Drill〜（2006年、CX）- 石橋誠三
- 家族〜妻の不在・夫の存在〜（2006年、EX / ABC）- 藤尾克治
- その5分前 最後の翼（2006年、NHK）- 定年退職を迎える美術教師
- 月曜ゴールデン (TBS)
  - 血痕 警科研・湯川愛子の鑑定ファイル1（2007年）- 秋津幸三
  - 弁護士高見沢響子10（2009年）- 野口譲次
- 相棒 Season5 第20話「サザンカの咲く頃」（2007年、EX）- 岩佐紀之
- プロポーズ大作戦（2007年、CX）- 吉田太志
- 鹿男あをによし（2008年、CX）- 内閣総理大臣
- 金曜プレステージ (CX)
  - 熊野古道殺人殺人事件（2008年）- 松岡正史
  - 山村美紗サスペンス 赤い霊柩車30（2012年）- 余木良樹
- 新・京都迷宮案内5 第10シリーズ（2008年、EX）- 河辺紀一
- 君の望む死に方（2008年、WOWOW）- 日向貞則
- 水曜ミステリー9 (TX)
  - 指紋捜査官・塚原宇平の神業3（2008年）- 新田英明
  - Dr.門倉周平の事件カルテ（2012年） - 吉岡修一郎
- トップセールス 第8話「未来への選択」（2008年、NHK）- 西脇社長
- ヤスコとケンジ 第8話「兄に贈る! 涙の漫画家復帰作戦」（2008年、NTV）- 椿亨
- シリウスの道（2008年、WOWOW）- 園井秀一
- RESCUE〜特別高度救助隊（2009年、TBS）- 真田隆正
- 隠蔽指令（2009年、WOWOW）- 大林喜太郎 ☆特別出演
- チャレンジド（2009年、NHK）- 筧丈治
- 救命病棟24時〜2010スペシャル〜（2010年、CX）
- 水曜シアター9 横溝正史ミステリ大賞 テネシーワルツ（2010年、TX）- 野村賢輔
- 君たちに明日はない 第5・6話（2010年、NHK）- 紳士
- おみやさん 第7シリーズ 第6話（2010年、EX）- 神埼誠一
- 鬼龍院花子の生涯（2010年、EX）- 須田保次郎
- GOLD（2010年、CX）- 早乙女惣一
- 経済ドキュメンタリードラマ ルビコンの決断 シャープ液晶物語（2010年、TX）- 早川徳次
- お母さんの最後の一日（2010年、EX）- 高木仁志
- チャレンジド〜卒業〜（2011年、NHK）- 筧丈治
- ラストマネー -愛の値段-（2011年、NHK）- 水谷俊郎
- 科捜研の女 第11シリーズ 第4話（2011年、EX）- 久瀬荘俊
- BSプレミアム まばたきで“あいしてます”〜巻子の言霊(ことだま)〜（2012年、NHK）- 松尾幸郎
- ゴーイング マイ ホーム（2012年、KTV）- 坪井栄輔 ☆ドラマ遺作

### テレビアニメ
- 金田一少年の事件簿「オペラ座館殺人事件」ファイル3（1997年、NTV）- 先生

### 劇場アニメ
- 金田一少年の事件簿 オペラ座館・新たなる殺人（1996年）- 剣持勇
- 銀河鉄道999 エターナル・ファンタジー（1998年） - ナレーション[43]
- 金田一少年の事件簿2 殺戮のディープブルー（1999年）- 那国守彦

### 吹き替え
- 荒野の用心棒（1974年、TBS）- 名無しの男 / ジョー〈クリント・イーストウッド〉
- ナイトホークス（1984年、フジテレビ）- ディーク・ダシルヴァ〈シルヴェスター・スタローン〉
- マディソン郡の橋（1996年、VHS・DVD・BD）- ロバート・キンケイド〈クリント・イーストウッド〉

### 舞台
- オネゲル作曲　劇的オラトリオ『火刑台上のジャンヌ・ダルク』（1997年）- 修道士ドミニク

### CM
- 味の素 ほんだし ☆池内淳子と共演
- ニュージャパン観光
- アサヒビール - ナレーション
- 三井住友銀行
- サントリー 伊右衛門
- アステラス製薬 - ナレーション
- 日清食品 小麦麺職人

## ディスコグラフィ
| 発売日               | 規格                 | 規格品番             | 面                   | タイトル               | 作詞                 | 作曲                 | 編曲                 |
| センチュリーレコード | センチュリーレコード | センチュリーレコード | センチュリーレコード | センチュリーレコード   | センチュリーレコード | センチュリーレコード | センチュリーレコード |
| -------------------- | -------------------- | -------------------- | -------------------- | ---------------------- | -------------------- | -------------------- | -------------------- |
| 1984年10月5日        | EP                   | 7AC0032              | A                    | 盛り場二人づれ         | 池田充男             | 野崎真一             | 竹村次郎             |
| 1984年10月5日        | EP                   | 7AC0032              | B                    | 夜の駅（ステーション） | 池田充男             | 野崎真一             | 竹村次郎             |

## 書籍
- 春日太一「演じるほかに、道はなかった」『役者は一日にしてならず』（初版第一刷）小学館、2015年2月28日。ISBN 4093798699。OCLC 905172825。